# Lyon County, Kentucky
Lyon County är ett administrativt område i delstaten Kentucky, USA, med 8 314 invånare. Den administrativa huvudorten (county seat) är Eddyville. 

## Geografi
Enligt United States Census Bureau har countyt en total area på 664 km². 559 km² av den arean är land och 105 km² är vatten. 

### Angränsande countyn
- Crittenden County - norr
- Caldwell County - öst
- Trigg County - syd
- Marshall County - sydväst
- Livingston County - nordväst